# Chi vuol essere milionario? (singolo)
Chi vuol essere milionario? è un singolo del rapper italiano Clementino, pubblicato il 19 aprile 2019 come quarto estratto dal sesto album in studio Tarantelle.

## Descrizione
Decima traccia dell'album, il brano è stato prodotto da Big Fish e ha visto la collaborazione del rapper Fabri Fibra.

## Video musicale
Il video, diretto da Antonio Gerardo Risi, è stato reso disponibile l'8 maggio 2019 attraverso il canale YouTube del rapper e vede la partecipazione dell'attore Carlo Buccirosso.

## Tracce
1. Chi vuol essere milionario? (feat. Fabri Fibra) – 2:46